# Aldo Ferrara
Aldo Ferrara (Serra San Bruno, 18 dicembre 1921 – Catanzaro, 5 febbraio 1997) è stato un avvocato e politico italiano.

## Biografia
Nacque a Serra S. Bruno da madre serrese e padre lucano, quando il paese era ancora nel distretto provinciale di Catanzaro. Dopo essersi trasferito nel capoluogo calabrese all'età di soli 6 anni, si laureò in Giurisprudenza all'età di 21, diventando in breve uno dei più giovani avvocati d'Italia iscritti nell'albo dei cassazionisti.
Già nel 1948 si dedicò con passione alla politica all'interno del territorio provinciale di Catanzaro, militando nella Democrazia Cristiana. Altre cariche da lui ricoperte furono le seguenti: Commissario degli alloggi, Consigliere d'amministrazione dell'EPT, Consigliere dell'Ospedale Civile di Catanzaro, Presidente della Commissione Tributi Locali.
Sempre nel 1948 venne nominato Assessore Provinciale all'Assistenza e si dedicò alla ristrutturazione dell'Ospedale Psichiatrico di Girifalco. Fu presidente dell'Unione Sportiva Catanzaro dal 1950, fino al 1958, anno in cui la Società venne ceduta dallo stesso Ferrara all'allora vicepresidente Nicola Ceravolo. Nel 1958 viene eletto Presidente della Provincia di Catanzaro, mantenendo la carica fino al secondo mandato, conclusosi nel 1970. Alle prime elezioni Regionali Ferrara è il primo eletto, con circa 18.000 preferenze. La giunta di Antonio Guarasci lo nomina Assessore all'Urbanistica. Compie una intensa attività legislativa in materia urbanistica contro l'abusivismo edilizio nelle coste calabre. Nel 1974 divenne Presidente della Giunta della Regione Calabria e fu rieletto nel 1975, conservando l'incarico fino al 1980. Conclusasi l'esperienza alla Regione, vinse le elezioni comunali di Catanzaro, divenendone il Sindaco. Per un malore avvenuto durante un consiglio comunale, nel 1982 si ritirò a vita privata. Morì nell'inverno del 1997.